# Filastrio
Filastrio (o Filastro, in latino Philastrius; ... – Brescia, 17 luglio 387) fu vescovo di Brescia alla fine del IV secolo e autore d'un catalogo di eresie intitolato Diversarum Hereseon Liber, chiamato per brevità De Haeresibus. È venerato come santo da tutte le Chiese che ammettono il culto dei santi.

## Biografia
Il suo successore, Gaudenzio, aveva l'abitudine di pronunciare ogni anno, il 18 luglio, giorno anniversario della sua morte, un'omelia in suo onore. Si conserva quella del 14º anno. 
Quest'omelia non è che un breve panegirico destinato a mettere in rilievo le qualità pastorali del prelato. Si loda la sua rinuncia, perché abbandonò la sua patria, come già aveva fatto Abramo. Non era dunque di Brescia; forse, sulla base d'indizi molto tenui, si potrebbe attribuirgli origine spagnola o africana; il suo editore F. Marx lo credeva egiziano.
In ogni caso, prima di essere ordinato presbitero, viaggiò per tutto l'Impero romano (circumambiens Universum pene ambitum Romani Orbis), predicando contro i pagani, gli ebrei e gli eretici. Il suo zelo gli valse delle vergate di cui portò traccia per tutta la vita. Soggiornò a Milano, dove si oppose ad Aussenzio, il predecessore ariano di Ambrogio. Sostenne delle dispute pubbliche e private contro gli eretici a Roma.
Filastrio non si stabilì fino a quando non divenne vescovo di Brescia, probabilmente su richiesta di Ambrogio. Questo dovette accadere attorno all'anno 380, poiché l'anno seguente sottoscrisse il concilio di Aquileia.
Ambrogio di Milano, morto il 4 aprile 397, assistette alla consacrazione di Gaudenzio, dunque Filastrio morì prima di quella data.

## IlDiversarum Hereseon Liber
È quasi impossibile determinare in quale epoca della sua vita Filastrio compose la sua opera. Le indicazioni che si possono trarre dal testo sono contraddittorie e, in alcuni casi, senza dubbio interpolate. La datazione oscilla tra una data alta, verso la fine degli anni 370, forse prima dell'inizio del suo episcopato, e una data bassa, verso il 385.
Il libro contiene un'esposizione sommaria di 28 eresie ebraiche e di 128 eresie cristiane. Queste ultime sono esposte in 64 capitoli storici, con la menzione del loro autore, seguiti da 64 capitoli tematici dove sono raggruppate secondo gli insegnamenti degli eretici.
La prima parte cristiana non ha un contenuto molto originale. La questione lungamente dibattuta - e che non ha mai trovato una soluzione soddisfacente - è di sapere se Filastrio avesse un accesso diretto al Panarion di Epifanio di Salamina. Quest'ultimo fu pubblicato verso il 376/377; si comprende dunque l'interesse alla questione che consentirebbe di datare con precisione il Diversarum Hereseon. Ma se le analogie con Epifanio paiono evidenti, per altri versi l'opera di Filastrio non sembra totalmente riconducibile a quel modello. Si nota anche che una decina di eresie riportate da Epifanio sembrano sconosciute a Filastrio. Di qui l'ipotesi del Lipsius formulata nel 1865, secondo la quale vi sarebbe stata nell'antichità una fonte comune a Epifanio e a Filastrio, che renderebbe conto sia delle loro convergenze sia delle loro differenze, e che questa fonte non sarebbe altro che il Syntagma perduto di Ippolito di Roma. Filastrio sarebbe dunque un testimone prezioso, a fianco di Epifanio e delle pseudo-Tertulliano, per la ricostituzione del più antico catalogo d'eresie romano.
La seconda parte è più notevole. Per ragioni sconosciute, Filastrio sembra aver ricercato la simmetria della sua composizione e non è senza artifici che giunge alla cifra di 64 eresie tematiche. Tralasciate le inevitabili ripetizioni, vi denuncia delle proposizioni inattese e che prima di lui non erano state classificate fra le eresie. Alcune sono scritturali, come credere che i Giganti del Genesi siano stati generati dagli angeli (un'opinione abbastanza corrente nell'esegesi antica) o ancora che il corvo che soccorse miracolosamente il profeta Elia gli avesse recato della carne insieme al pane (eresie 8 e 154). Altre sembrano maldestramente estratte dai manuali di filosofia, come la proposizione 102, spesso citata, in cui Filastrio attacca quelli che credono che i terremoti abbiano origine naturale e non siano manifestazioni della collera divina (un'eresia di stampo aristotelico); oppure anche coloro che nominano i giorni della settimana secondo le divinità pagane (113) e coloro che danno agli astri nomi che non sono nella Bibbia (103). Più curiosa ancora, l'eresia 133 è quella dei sapienti che credono che esistano le stelle fisse, poiché queste stelle, come le altre, sono rimosse tutte le mattine e rimesse a posto tutte le sere dagli angeli responsabili del loro corso.
Il raffronto dei capitoli 60, 69 e 88 è interessante per la storia del canone delle Scritture. Nell'eresia 88, si afferma che, del Nuovo Testamento, non fa leggere in chiesa che i Vangeli, gli Atti degli Apostoli, 13 Lettere di Paolo e le 7 altre lettere unite agli Atti. L'Apocalisse ne è dunque esclusa, così come una lettera paolina che non può essere che la Lettera agli Ebrei. Tuttavia, l'eresia 60 riguarda coloro che non credono che l'Apocalisse sia di Giovanni apostolo ed evangelista e l'eresia 69 quelli che negano che la Lettera agli Ebrei sia di Paolo. Il contesto lascia pensare che, per Filastrio, la lettura di questi testi nella canonicità non sia dubbia ai suoi occhi, e però sia preferibile evitarla, perché troppo difficile per i comuni cristiani che ne avrebbero potuto trarre lezioni erronee.

## Agostino e la fortuna di Filastrio
Agostino d'Ippona conobbe l'autore avendole incontrato a Milano verso gli anni 380. Verso il 427, scrisse a Quodvultdeus reclamando con insistenza un'opera pratica sulle eresie per inviarla a Epifanio e a Filastrio, ma aggiunse che il primo è ben più sapiente del secondo e che ha dell'eresia una concezione molto più chiara. Tuttavia nel suo De Haeresibus, Agostino fa seguire alle 60 eresie cristiane di Epifanio un elenco di altre, tratte da Filastrio, affermando che quest'autore ne aveva descritte altre che lui, Agostino, non ritiene eresie.
Filastrio non ha una reputazione molto buona presso i teologi; l'opinione d'una autorità del calibro di Agostino gli nocque assai. Gli autori cattolici sono d'accordo in generale per attribuirgli una mancanza di rigore dottrinale e una buona dose di ingenuità. Ciò spiega senza dubbio che gli studi a lui dedicati siano poco numerosi e raramente molto approfonditi. Il canonico Gustave Bardy, autore molto tradizionale, ma fine conoscitore degli autori cristiani dell'antichità, scriveva tuttavia nel 1933: «Il problema dei rapporti tra sant'Epifanio e san Filastrio potrebbe essere esaminato più da vicino di quanto non sia stato fatto finora».

## Culto
Pare che il culto di Filastrio sia iniziato molto presto nell'ambito della sua diocesi. Si sa dal Medioevo che fu seppellito nella chiesa di Sant'Andrea. Qualche miracolo avvenuto in occasione di una traslazione del IX secolo si è conservato in una relazione attribuita al vescovo Ramperto. Il testo è stato pubblicato dai Bollandisti del XVIII secolo che riportano anche dei documenti liturgici.
Le sue reliquie sono venerate oggi nella cattedrale di Brescia.
Il martirologio romano lo iscrive al 18 luglio, data ricavata dall'Oratio di Gaudenzio.

### Edizioni principali delDe Haeresibus
- L'editio princeps è contenuta in una raccolta di testi anti-eretici diversi, pubblicata dall'umanista svizzero Johannes Sichardt (Sichardus): Antidotum contra diversas omnium fere seculorum haereses..., Basilea 1528;
- L'edizione di Fabricius è ancora utile per il suo commento molto erudito: S. Philastrii ... De Haeresibus liber cum emendationibus et notis Jo. Alberti Fabricii ... (et vita S. Philastrii per S. Gaudentium) Amburgo 1721;
- L'edizione di Paolo Gagliardi (Galeardus) è la prima completa delle sei eresie che mancavano nelle edizioni precedenti: Veterum Brixiae episcoporum S. Philastrii et S. Gaudentii Opera Brixiae [Brescia], J. M. Rizzardi, 1738. Fu utilizzata nella Patrologia latina di Migne, tomo 12;
- Filastri Episcopi Brixiensis, Diuersarum hereson liber cura et studio F. Heylen, CCSL IX, Turnholti 1957, 217-324. È l'attuale edizione di riferimento che ha reso obsolete quelle di Friedrich Marx, edite nel Corpus di Vienna nel 1898;
- San Filastro di Brescia, Delle varie eresie / San Gaudenzio di Brescia, Trattati, a cura di Gabriele Banterle, Roma 1991. Accompagnato da una traduzione italiana; è la sola traduzione di Filastrio in una lingua moderna.

### Studi
- Acta Sanctorum, Luglio, tome IV, Soc. des Bollandistes, Bruxelles 1725. pp. 383–395; contiene una traslazione delle reliquie del IX secolo e il resoconto di un'altra del 1456, documenti liturgici della Chiesa di Brescia, indicazioni sull'utilizzo di Filastrio da parte di diversi autori antichi. Disponibile on line su Gallica ;
- Gustave Bardy, Philastre de Brescia, in Dictionnaire de Théologie catholique, Tome XII (=fasc. 105), Paris 1933, col. 1394-1395;
- Dirk Kurt Kranz, Filastrius, in Biographisch-bibliografisches Kirchenlexicon, Tome XXII, Nordhausen 2003. Con una bibliografia completa;
- Richard Aldebert Lipsius, Die Quellen der ältesten Ketzergeschichte, neu untersucht, Leipzig 1875;
- Martyrologium romanum (Proylaeum ad Acta Sanctorum decembris), Soc. des Bollandistes, Bruxelles 1940, pp. 294–295;
- Henri-Irénée Marrou, Hérétique fantôme. Les Amétrites (sur un texte de Filastre de Brescia), in Mélanges d'archéologie et d'histoire offerts à A. Piganiol, Paris 1966, Tome III, pp. 1645–1651;
- Ch. et L. Pietri, Prosopographie chrétienne du Bas-empire, II. Prosopographie de l'Italie chrétienne (313-604), École française de Rome, Rome 1999, Vol. 1, pp. 817–819;
- G. Salmon, Philaster, bp. of Brixia[collegamento interrotto], in A dictionary of Christian biography and literature to the end of the sixth century A.D, ed. by Henry Wace and William C. Piercy, London 1911.